# Котелевка
Котелевка (укр. Котелевка), село, 
Колонтаевский сельский совет,
Краснокутский район,
Харьковская область.
Код КОАТУУ — 6323583703. Население по переписи 2001 года составляет 65 (28/37 м/ж) человек.

## Географическое положение
Село Котелевка находится на берегу реки Котелевка и вытянуто вдоль её русла на 6 км.
Река в этом месте пересыхает.
Ниже по течению примыкает к селу Михайловка Первая (Котелевский район).

## История
- 1675 — дата основания.

## Экономика
- Птице-товарная ферма.

## Объекты социальной сферы
- Школа.

## Достопримечательности
- Братская могила советских воинов. Похоронено 665 воинов.